# Apistomyia uenoi
Apistomyia uenoi är en tvåvingeart som först beskrevs av Kitakami 1931.  Apistomyia uenoi ingår i släktet Apistomyia och familjen Blephariceridae. Inga underarter finns listade i Catalogue of Life.